# Syndrome de Widal
 Mise en garde médicale
Le syndrome de Widal (aussi appelé triade de Widal, « triade de Samter » dans le monde anglo-saxon) est un syndrome associant asthme, polypose naso-sinusienne et intolérance à l'aspirine (voir sensibilité au salycilate), aux anti-inflammatoires non stéroidiens (AINS), ainsi qu'à certains colorants alimentaires tels que E102 et E110.
Sa recherche est menée dans une démarche diagnostique de causes non allergéniques d'hyperéosinophilie, avec typiquement le NARES (Non Allergic Rhinitis with Eosinophilia). 
Il a été décrit en 1929 par le médecin français Fernand Widal.